# Marminiac
Marminiac ist eine südfranzösische Gemeinde mit 348 Einwohnern (Stand: 1. Januar 2022) im Département Lot in der Region Okzitanien (vor 2016: Midi-Pyrénées). Die Gemeinde gehört zum Arrondissement Gourdon (bis 2017: Arrondissement Cahors) und zum Kanton Gourdon.

## Lage
Marminiac liegt etwa 31 Kilometer nordwestlich von Cahors im Gebiet des Quercy – genauer gesagt der Bouriane – im Herzen des Périgord noir. Der Ort liegt am Oberlauf des Flusses Masse. Umgeben wird Marminiac von den Nachbargemeinden Campagnac-lès-Quercy im Norden, Salviac im Osten, Cazals im Süden und Südosten, Montcléra im Süden, Saint-Caprais im Südwesten, Villefranche-du-Périgord im Westen und Südwesten sowie Besse im Westen.

## Bevölkerungsentwicklung
| Jahr      | 1962 | 1968 | 1975 | 1982 | 1990 | 1999 | 2006 | 2018 |
| Einwohner | 530  | 460  | 385  | 368  | 307  | 318  | 358  | 356  |

## Sehenswürdigkeiten
- Kirche Saint-Vincent aus dem 13. Jahrhundert
- sog. Engländerturm aus dem 13. Jahrhundert, im Hundertjährigen Krieg teilweise zerstört, später wieder errichtet
- Schloss Roquecave aus dem 17. Jahrhundert
- Schloss Bonafous aus dem 15. Jahrhundert

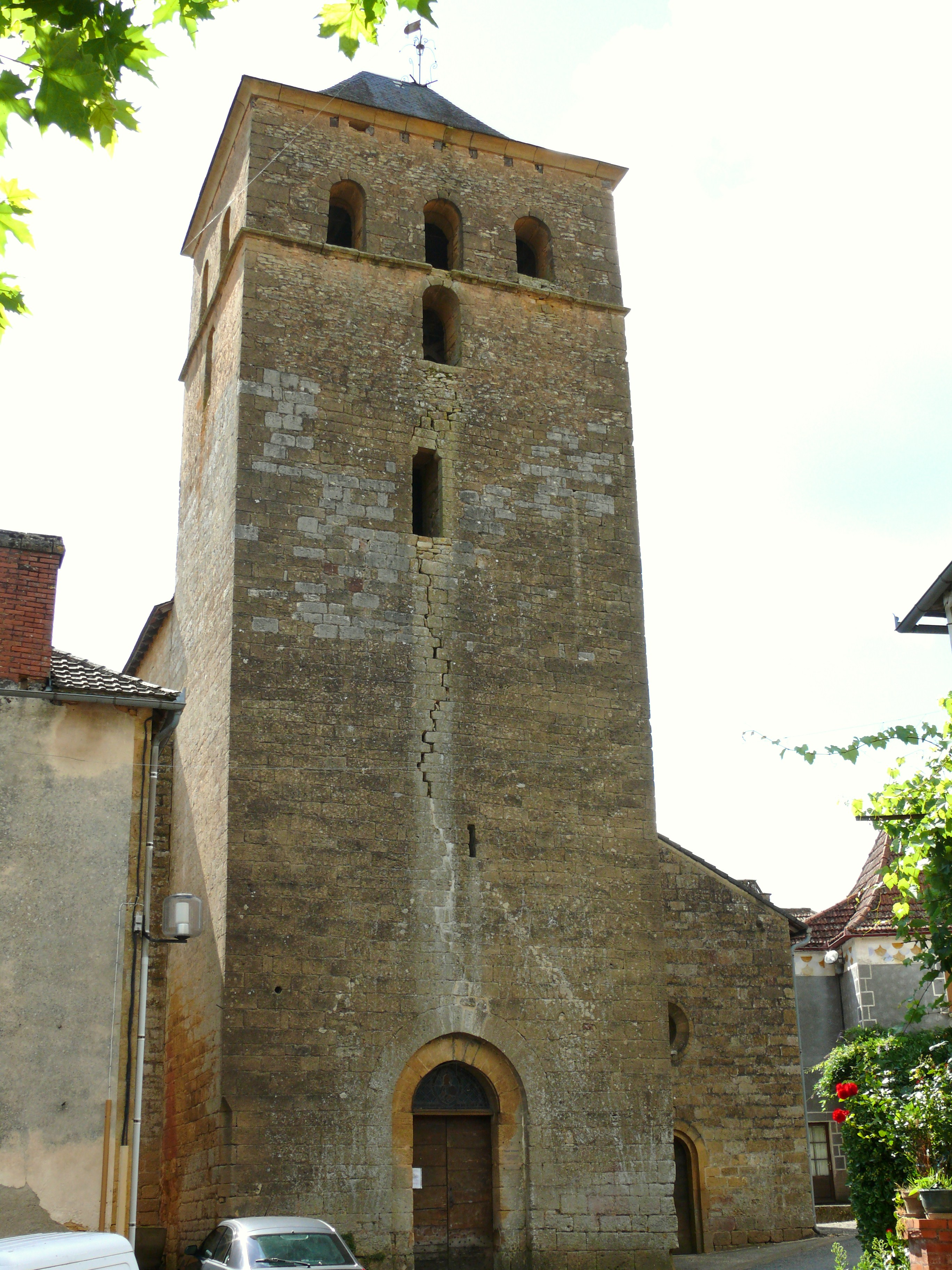
Kirche Saint-Vincent
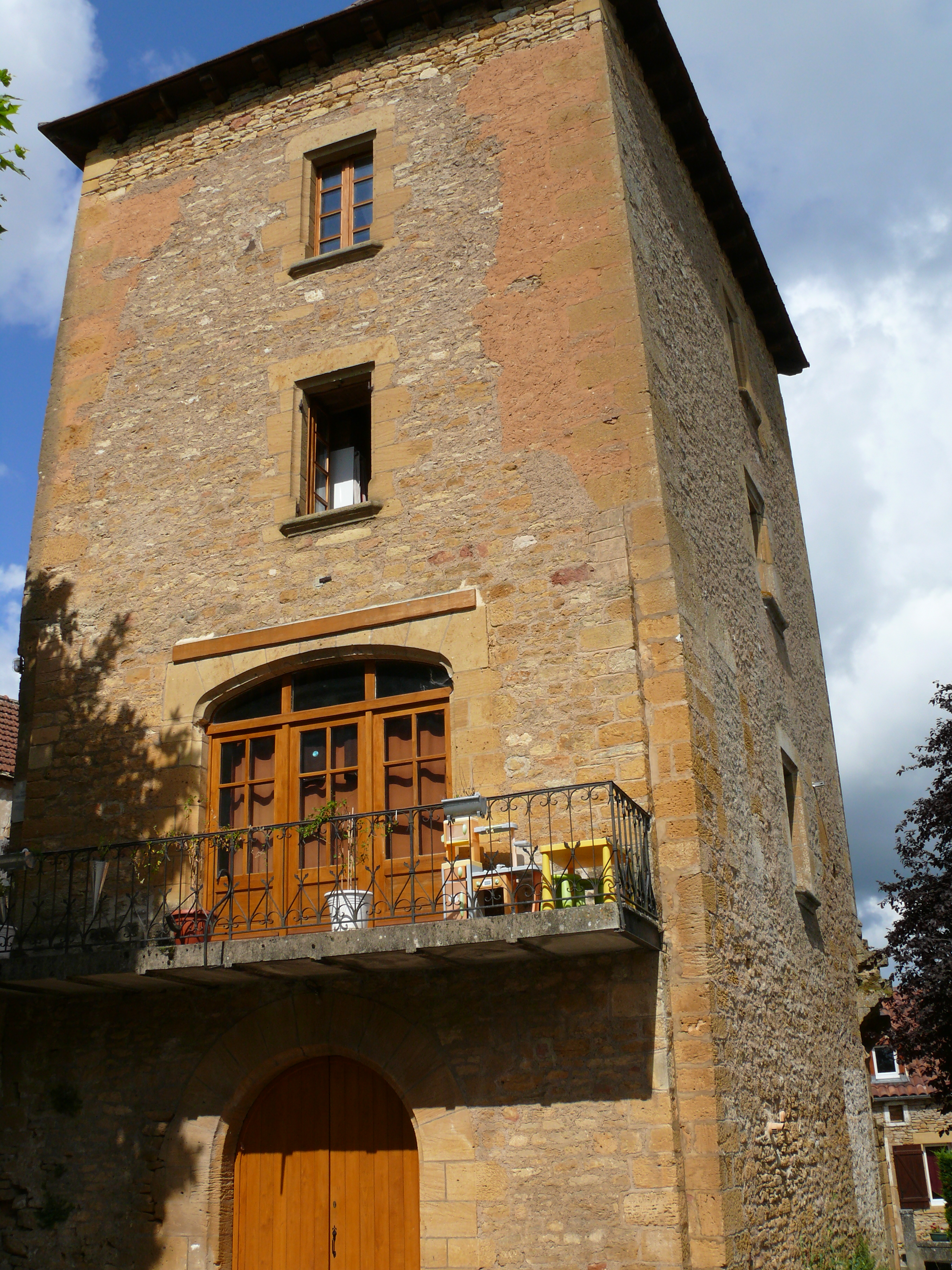
Engländerturm